# Campeonato Sudamericano de Fútbol de Salón
El Campeonato Sudamericano de Futsal fue un torneo internacional de fútbol de salón en el que compitian selecciones de Sudamérica; desde su inicio fue organizado por la FIFUSA y la Confederación Sudamericana disputándose entre 1964 y 1992; lo anterior lo hace el certamen internacional de Futsal más antiguo del mundo, en los años 80 y 90 coexistió con el Campeonato Panamericano de futsal.
Entre 1983 y 1998 fue un torneo clasificatorio para el Mundial de la FIFUSA; sin embargo y ante la realización de la Copa América de fútbol sala organizada por la FIFA y la CONMEBOL, el torneo se descontinuo para dar paso al Panamericano que se jugó hasta el año 1999. Después de varios años estando inactivo, el Sudamericano de Mayores regresa para ser jugado en el año 2014 en la ciudad colombiana de Santiago de Cali y luego para volver a discontinuarse en ese mismo año.

## Campeones
| Año           | Sede                        | Campeonato Sudamericano FIFUSA | Campeonato Sudamericano FIFUSA | Campeonato Sudamericano FIFUSA |
| Año           | Sede                        | Campeón                        | Subcampeón                     | Tercer lugar                   |
| ------------- | --------------------------- | ------------------------------ | ------------------------------ | ------------------------------ |
| 1965          | Asunción Paraguay           | Paraguay                       | Brasil                         | Uruguay                        |
| 1969          | Asunción Paraguay           | Brasil                         | Paraguay                       | Argentina                      |
| 1971          | São Paulo Brasil            | Brasil                         | Uruguay                        | Paraguay                       |
| 1973          | Montevideo Uruguay          | Brasil                         | Uruguay                        | Paraguay                       |
| 1975          | Corrientes Argentina        | Brasil                         | Uruguay                        | Paraguay                       |
| 1977          | Porto Alegre Brasil         | Brasil                         | Paraguay                       | Colombia                       |
| 1979          | Santa Fe de Bogotá Colombia | Brasil                         | Uruguay                        | Argentina                      |
| 1983          | Montevideo Uruguay          | Brasil                         | Paraguay                       | Uruguay                        |
| 1986          | Puerto Iguazú Argentina     | Brasil                         | Paraguay                       | Argentina                      |
| 1989          | Aracaju Brasil              | Brasil                         | Paraguay                       | Uruguay                        |
| 1992          | Colonia Uruguay             | Paraguay                       | Venezuela                      | Argentina                      |
| 1998          | Cuenca Ecuador              | Paraguay                       | Colombia                       | No Definido                    |
| 2014 Detalles | Santiago de Cali Colombia   | Colombia                       | Venezuela                      | Argentina                      |

## Palmarés
En cursiva, se indica el torneo en que el equipo fue local.
| Equipo    | Campeón                                                  | Subcampeón                       | Tercer lugar                     |
| --------- | -------------------------------------------------------- | -------------------------------- | -------------------------------- |
| Brasil    | 9 (1969, 1971, 1973, 1975, 1977, 1979, 1983, 1986, 1989) | 1 (1965)                         |                                  |
| Paraguay  | 3 (1965, 1992, 1998)                                     | 5 (1969, 1977, 1983, 1986, 1989) | 3 (1971, 1973, 1975)             |
| Colombia  | 1 (2014)                                                 | 1 (1998)                         | 1 (1977)                         |
| Uruguay   |                                                          | 4 (1971, 1973, 1975, 1979)       | 3 (1965, 1983, 1989)             |
| Venezuela |                                                          | 2 (1992, 2014)                   |                                  |
| Argentina |                                                          |                                  | 5 (1969, 1979, 1986, 1992, 2014) |